# في عين العاصفة (كتاب)
في عين العاصفة كتاب يضم مجموعة من المقالات السياسية والاجتماعية للأديب السعودي غازي القصيبي، نشرها في صحيفة الشرق الأوسط أثناء حرب الخليج الثانية، وصدرت في هذا الكتاب عام 2014 بعد سنوات من وفاته.

## محتوى الكتاب
يضم الكتاب المقالات التي كتبها غازي القصيبي في صحيفة (الشرق الأوسط) أثناء غزو صدام حسين لدولة الكويت، ونشرها في زاوية اسمها «في عين العاصفة»، ثم غير اسمها إلى «بعد هبوب العاصفة»، وبعد التحرير نشر عدداً منها تحت عنوان «على نار هادئة».
ونشر القصيبي مقالات الكتاب على مدى عام تقريباً، بدأها من تاريخ 20 أغسطس عام 1990م، وانتهت بمقالته الأخيرة عن هذا الحدث وكتبها تحت عنوان «حتى نلتقي» التي نشرها في 14 يوليو عام 1991م. 
وكتب مقدمة الكتاب الإعلامي عثمان العمير، رئيس تحرير صحيفة الشرق الأوسط في ذلك الوقت.
قُسّم إلى الكتاب إلى ثلاثة أبواب:
1. الأول «عين العاصفة»، وضم مقالات سياسية كتبها القصيبي خلال أربعة أشهر إبان غزوالكويت.
2. الثاني «بعد هبوب العاصفة»، وضم عدداً من المقالات الاجتماعية.
3. الثالث «على نار هادئة»، وتضمن مقالات من أهمها «أيها الأصوليون الوصوليون من أتباع عبد الله المؤمن»، ومقالة أخرى رد فيها على الأمير الحسن بن طلال.[5]

## اقتباسات من الكتاب
«الحياد فضيلة عندما تكون المعركة بين شر وشر، ولكنه رذيلة عندما تكون المعركة بين حق وباطل.. الحياد ذكاء عندما يكون الصراع بين ظالم وظالم، ولكنه حمق عندما يكون الصراع بين ظالم ومظلوم».